# 梅尔卡丹特剧院
梅尔卡丹特剧院（Teatro Mercadante）是那不勒斯的一个剧院，位于市政厅广场（Piazza del Municipio）1号, 面对新堡（Castel Nuovo）西侧，靠近码头。在18世纪和19世纪，它与圣卡洛剧院（Teatro San Carlo）是该市的两个皇家歌剧院之一 。

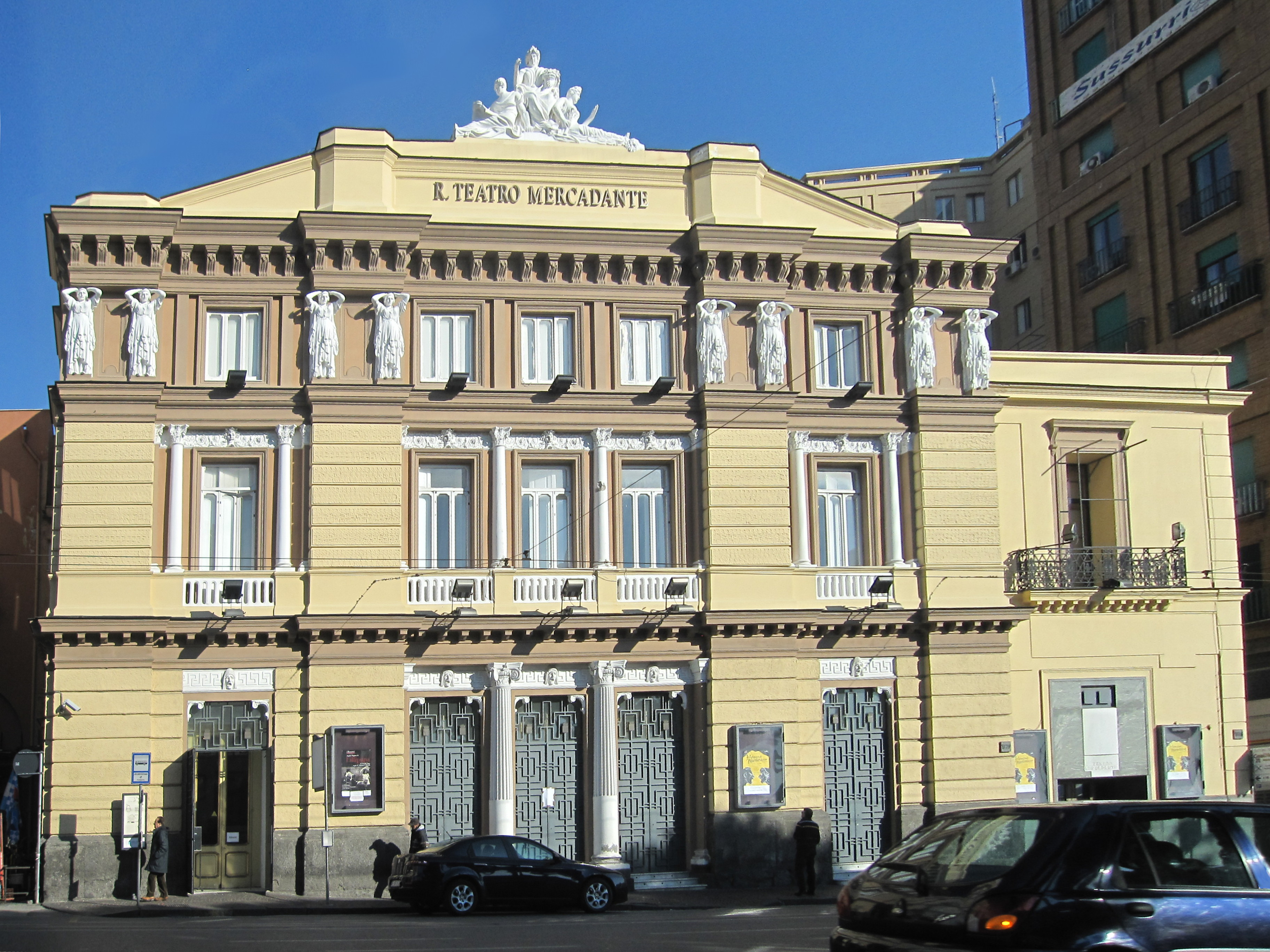
梅尔卡丹特剧院立面

它于1779年开业，名为丰多剧院（Teatro del Real Fondo di Separazione，Teatro del Fondo）, 喜剧主要用托斯卡纳语演出。莫扎特的歌剧《唐·喬望尼》（Don Giovanni）、《费加罗的婚礼》和《女人皆如此》（Così fan tutte）都曾在此演出（1812-1815年），那不勒斯国王约瑟夫·波拿巴（1806-1808）的赞助和影响下，还演出了一些法国歌剧。后来焦阿基诺·罗西尼（Gioachino Rossini）曾担任这个皇家剧院的音乐总监, 乔瓦尼·帕奇尼（Giovanni Pacini）和葛塔諾·多尼采蒂（Gaetano Donizetti）等许多知名作曲家也在此演出。
1871年，它改名为梅尔卡丹特剧院（Real Teatro Mercadante）, 以萨维里奥·梅尔卡丹特（Saverio Mercadante）命名，剧院的歌剧再次蓬勃发展。